# Торре-де-Бузи
Торре-де-Бузи (итал. Torre de' Busi) — коммуна в Италии, располагается в регионе Ломбардия, в провинции Лекко.
Население составляет 1744 человека (2008 г.), плотность населения составляет 194 чел./км². Занимает площадь 9 км². Почтовый индекс — 23806. Телефонный код — 035.

## Демография
Динамика населения:

## Администрация коммуны
- Официальный сайт: http://www.comune.torre-debusi.lc.it/